# Pseudomiza pseudoobliquaria
Pseudomiza pseudoobliquaria är en fjärilsart som beskrevs av Embrik Strand 1917. Pseudomiza pseudoobliquaria ingår i släktet Pseudomiza och familjen mätare. Inga underarter finns listade.